# 광란자 (1980년 영화)
《광란자》(영어: Cruising)는 미국과 서독에서 제작된 윌리엄 프리드킨 감독의 1980년 범죄 스릴러 영화이다. 알 파치노 등이 출연하였고, 제리 와인트라우브 등이 제작에 참여하였다. 1970년대 말 동성애자 남성을 목표로 삼은 한 연쇄 살인범에 관해 뉴욕 타임스 기자 제럴드 워커가 쓴 소설 "Cruising"에 기반을 두었다.

## 출연
- 알 파치노
- 폴 소비노
- 캐런 앨런
- 리처드 콕스
- 돈 스카디노
- 조 스피넬
- 제이 애커본
- 랜디 저건슨
- 앨런 밀러
- 에드 오닐
- 제임스 리마
- 윌리암 러스
- 마이크 스타
- 리오 버미스터
- 파워스 부스

## 기타 제작진
- 미술: 브루스 와인트라우브
- 의상: 로버트 더모라